# Regional Science Association International
Die Regional Science Association International (RSAI), bis Ende 1989 Regional Science Association (RSA), ist der weltweite Dachverband der Regionalwissenschaft. Sie wurde 1954 auf Initiative des US-amerikanischen Wirtschaftswissenschaftlers Walter Isard gegründet. Ihr untergeordnet sind die European Regional Science Association (ERSA), die Regional Science Association of the Americas (RSAmericas) und die Pacific Regional Science Conference Organization (PRSCO).
Die Gesellschaft gibt die Fachzeitschrift Papers in Regional Science heraus und veranstaltet seit 1980 einen Weltkongress, der seit 2012 alle zwei Jahre (zuvor alle vier Jahre) stattfindet. Außerdem vergibt sie mehrere Auszeichnungen, deren bedeutendste die Founder’s Medal ist. Nach eigenen Angaben hat die RSAI über 4000 Mitglieder.

## Liste der Präsidenten
| - Walter Isard, 1957–1959 - Robert B. Mitchell, 1959–1960 - Edward L. Ullman, 1960–1961 - Edgar M. Hoover, 1961–1962 - William L. Garrison, 1962–1963 - William L. C. Wheaton, 1963–1964 - Charles L. Leven, 1964–1965 - William Warntz, 1965–1966 - Britton Harris, 1966–1967 - Benjamin H. Stevens, 1967–1968 - Torsten Hägerstrand, 1968–1969 - Benjamin Chinitz, 1969–1970 - Gerald A. P. Carrothers, 1970–1971 | - Kazimierz Dziewoński, 1971–1972 - Leon N. Moses, 1972–1973 - Genpachiro Konno, 1973–1974 - Stan Czamanski, 1974–1975 - Morgan D. Thomas, 1975–1976 - Leo H. Klaassen, 1976–1977 - Per Holm, 1977–1978 - William Alonso, 1978–1979 - Martin J. Beckmann, 1979–1980 - Jean Paelinck, 1980–1981 - Ryszard Domański, 1981–1982 - Barclay G. Jones, 1982–1983 - Allan Pred, 1983–1984 | - Åke E. Andersson, 1984–1985 - Lloyd Rodwin, 1985–1986 - David Boyce, 1986–1987 - Noboru Sakashita, 1987–1988 - Rolf Funck, 1988–1989 - Rodney C. Jensen, 1989–1990 - Peter Nijkamp, 1991–1992 - Lay J. Gibson, 1993–1994 - Kingsley E. Haynes, 1995–1996 - Peter W. J. Batey, 1997–1998 - Hirotada Kohno, 1999–2000 - Geoffrey J. D. Hewings, 2001–2002 - Antoine Bailly, 2003–2004 | - Robert J. Stimson, 2005–2006 - Roger R. Stough, 2007–2008 - Roberta Capello, 2009–2010 - Yoshiro Higano, 2011–2012 - Jean–Claude Thill, 2013–2014 - Andrés Rodríguez-Pose, 2015–2016 - Jacques Poot, 2017 - Budy Resosudarmo, 2017–2018 - Mark D. Partridge, 2019–2020 - Eduardo Haddad, 2021–2022 - Hans Westlund, 2023–2024 - Hiroyuki Shibusawa, 2025–2026 |

(bis 1990 umfasste die Amtszeit ein Jahr, seither zwei Jahre)

## Weiterführende Literatur
- David Boyce: A short history of the field of regional science. In: Papers in Regional Science. Band 83, 2004, S. 31–57, doi:10.1007/s10110-003-0176-9.
- Walter Isard: History of Regional Science and the Regional Science Association International: The Beginnings and Early History. Springer, Berlin u. a. 2003, ISBN 978-3-540-00934-4.